# 琼越莲座蕨
琼越莲座蕨（学名：Angiopteris cochinchinensis），为觀音座蓮科觀音座蓮屬下的一个植物种。

## 分布
越南、中國（海南、廣西）

## 同物異名
- Angiopteris howii Ching & Chu H. Wang; Acta Phytotax. Sin. 8: 158, t. 16(4) (1959)